# رون بيلنغسلي
رون بيلنغسلي (بالإنجليزية: Ron Billingsley)‏ هو لاعب كرة قدم أمريكية أمريكي، ولد في 6 أبريل 1945 في فلورنس في الولايات المتحدة، وتوفي في 5 فبراير 2017 في غادسدن في الولايات المتحدة.

## وصلات خارجية
- رون بيلنغسلي على موقع مرجع كرة القدم المحترفة.كوم (الإنجليزية)